# Brachyopa cynops
Brachyopa cynops är en tvåvingeart som beskrevs av Snow 1892. Brachyopa cynops ingår i släktet savblomflugor, och familjen blomflugor.
Artens utbredningsområde är Colorado. Inga underarter finns listade i Catalogue of Life.